# Sonorella ashmuni
Sonorella ashmuni är en snäckart som beskrevs av Bartsch 1904. Sonorella ashmuni ingår i släktet Sonorella och familjen Helminthoglyptidae. Inga underarter finns listade i Catalogue of Life.